# Rattus bontanus
Rattus bontanus — один з видів гризунів роду пацюків (Rattus).

## Поширення
Цей вид відомий тільки з південно-західного Сулавесі, зі схилів Гунунг Лампобатанг на 600—2500 м, а також із сусідніх прибережних низовин близько до рівня моря (Індонезія). Мешкає в гірських і високогірних лісах, а також в лісі на нижчих висотах. Цілком можливо, що вони можуть жити на кокосових плантаціях.

## Морфологічні особливості
Гризуни середнього розміру, завдовжки 187—236 мм, хвіст — 220—302 мм, стопа — 40 — 49 мм та вухо 19 — 23 мм.

## Зовнішність
Забарвлення спини смугасте червонувато-коричневе, вентральні частини білуваті, без чіткого розмежування вздовж боків. Вуха і ноги коричневі, пальці світліші. Хвіст покритий тонкими волосками, вкритий приблизно 7 кільцями лусочок на сантиметр, рівномірно бурувато-чорнуватий, за винятком кінця, який є білим.

## Загрози та охорона
Основна загроза, ймовірно, це обширна втрата середовища існування в регіоні, велика частина лісу нижче 1700 м була повністю зруйнована. Також, можливо, постраждав від конкуренції з Rattus rattus.